# 聖若瑟醫療中心
聖若瑟醫療中心是加拿大安大略省多倫多西區的一所大型天主教教學醫院，位於多倫多市中心以西的安大略湖湖濱，即朗士華路以西的女皇道夾新寧西路（Sunnyside Avenue）處。該院於1921年由聖若瑟修女會在一座孤兒院的舊址上建立。
2017年8月1日，聖若瑟醫療中心與聖米高醫院及天佑醫院合併為多倫多聯合醫療系統。

## 科室
- 產科及初生嬰兒深切治療部
- 診斷成像服務
- 急症室及深切治療科
- 化驗室
- 內科、非住院及長者健康診所
- 精神健康及癖癮診所
- 外科及腫瘤科診所
- 藥房
- 婦女、兒童及家庭健康

## 外部連結
- 官方网站

43°38′24″N 79°27′01″W / 43.639957°N 79.450271°W